# Свинцицкий, Роман Михайлович
Рома́н Миха́йлович Свинци́цкий (укр. Роман Михайлович Свінціцкий; род. 28 февраля 1981, Львов) — украинский футболист, полузащитник.

## Биография
Начал футбольную карьеру в 2000 году в состав любительского клуба «Нефтяник» Борислав. Летом 2000 года перешёл в «Галичину» Дрогобыч, а спустя год — в симферопольское «Динамо» из Второй лиги. В 2003 году выступал за белорусское «Динамо» Брест. Зимой 2004 года перешёл в иванофранковский «Спартак». Весной 2005 года заключил контракт с в «Крымтеплицей» из Молодёжного. В команде во второй лиге дебютировал 7 апреля 2005 года в домашнем матче против одесского «Реала» (3:0), забил гол на 29 минуте.
В январе 2007 года мог перейти в симферопольскую «Таврию», однако в итоге летом того же года перешёл в киевскую «Оболонь». В составе «пивоваров» стал основным правым полузащитником при тренере Юрии Максимове в первой лиге. Летом 2009 года перешёл в «Феникс-Ильичёвец». В марте 2010 года вернулся в «Крымтеплицу».
После этого на профессиональном уровне не играл. В 2013 году выступал на любительском уровне за червоноградский «Шахтёр». Впоследствии защищал цвета команд из чемпионата Львовской области — «Демня» (2014), «Думна» (2018). Играл в мини-футбольных турнирах Львова. После завершения карьеры футболиста стал тренером в детско-юношеской спортивной школе «Львов».

## Личная жизнь
Женат, ребёнок.

## Достижения
- Серебряный призёр Первой лиги Украины: 2008/09
- Бронзовый призёр Первой лиги Украины: 2007/08
- Победитель Второй лиги Украины: 2004/05
- Бронзовый призёр Второй лиги Украины: 2001/02